# О (Франция)
О (фр. Haux) — коммуна во Франции, находится в регионе Аквитания. Департамент — Атлантические Пиренеи. Входит в состав кантона Монтань-Баск. Округ коммуны — Олорон-Сент-Мари.
Код INSEE коммуны — 64258.

## География

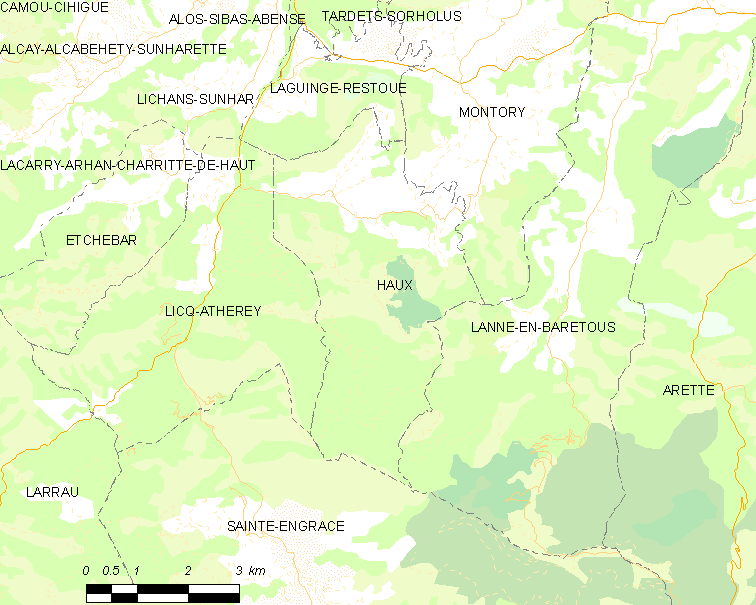
Карта коммуны

Коммуна расположена приблизительно в 690 км к югу от Парижа, в 200 км южнее Бордо, в 50 км к юго-западу от По.

### Климат
Климат тёплый океанический. Зима мягкая, средняя температура января — от +5°С до +13°С, температуры ниже −10 °C бывают редко. Снег выпадает около 15 дней в году с ноября по апрель. Максимальная температура летом порядка 20-30 °C, выше 35 °C бывает очень редко. Количество осадков высокое, порядка 1100 мм в год. Характерна безветренная погода, сильные ветры очень редки.

## Население
Население коммуны на 2010 год составляло 93 человека.
| 1962 | 1968 | 1975 | 1982 | 1990 | 1999 | 2010 |
| ---- | ---- | ---- | ---- | ---- | ---- | ---- |
| 493  | 137  | 128  | 119  | 99   | 96   | 93   |

## Администрация
| Период | Период | Фамилия           | Партия | Примечания |
| ------ | ------ | ----------------- | ------ | ---------- |
| 1995   | 2008   | Андре Порт-Лаборд |        |            |
| 2008   | 2014   | Жан-Луи Бортель   |        |            |
| 2014   | 2020   | Пьер Каррикар     |        |            |

## Экономика
В 2010 году среди 58 человек трудоспособного возраста (15-64 лет) 38 были активэкономически активнымиными, 20 — неактивными (показатель активности — 65,5 %, в 1999 году было 70,6 %). Из 38 активных жителей работали 36 человек (21 мужчина и 15 женщин), безработных было 2 (0 мужчин и 2 женщины). Среди 20 неактивных 5 человек были учениками или студентами, 11 — пенсионерами, 4 были неактивными по другим причинам.

## Достопримечательности
- Церковь Св. Иоанна Крестителя (XIII век). Исторический памятник с 1926 года[4]
- Мельница (XVII век)

## Фотогалерея

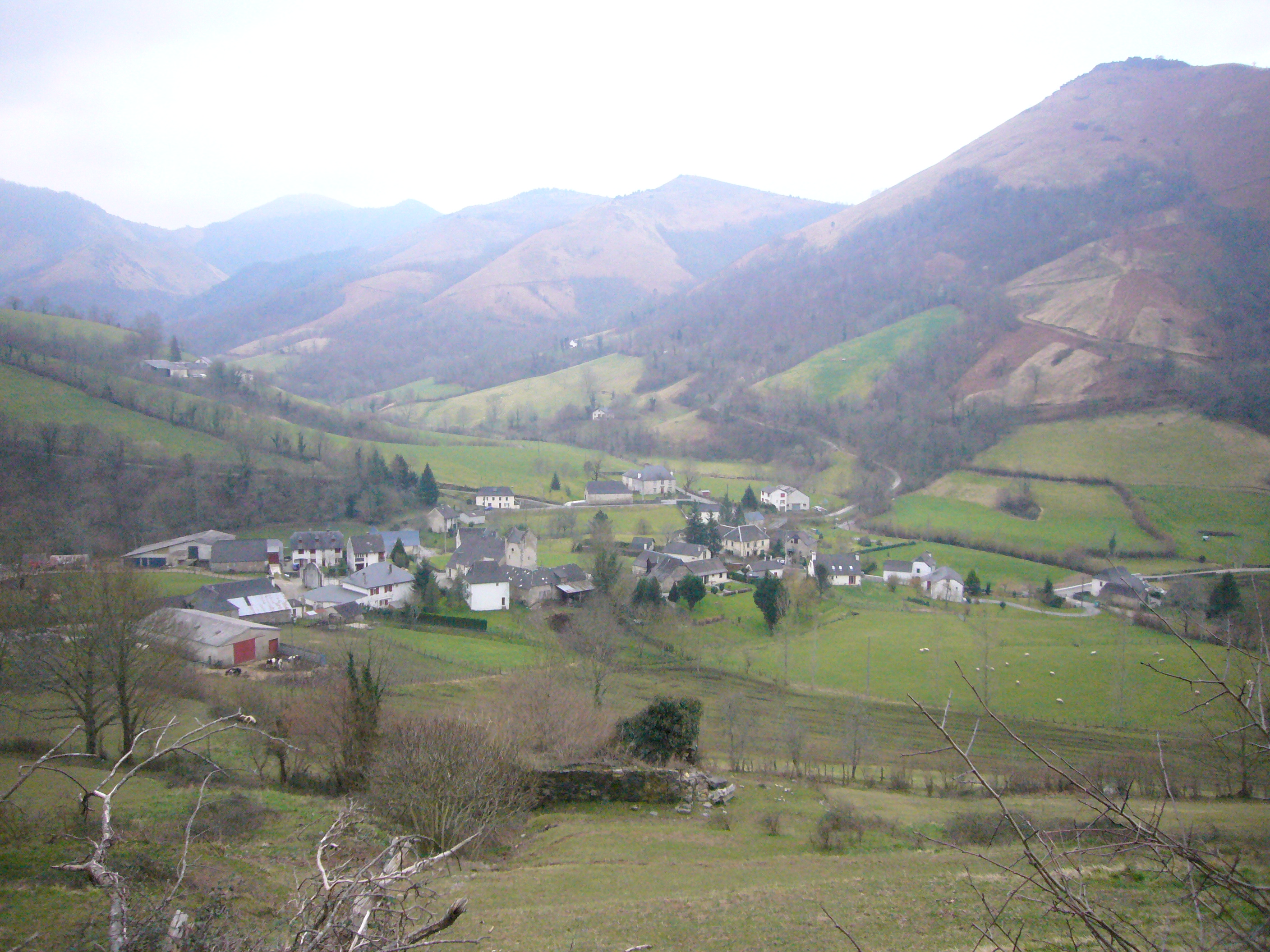
О
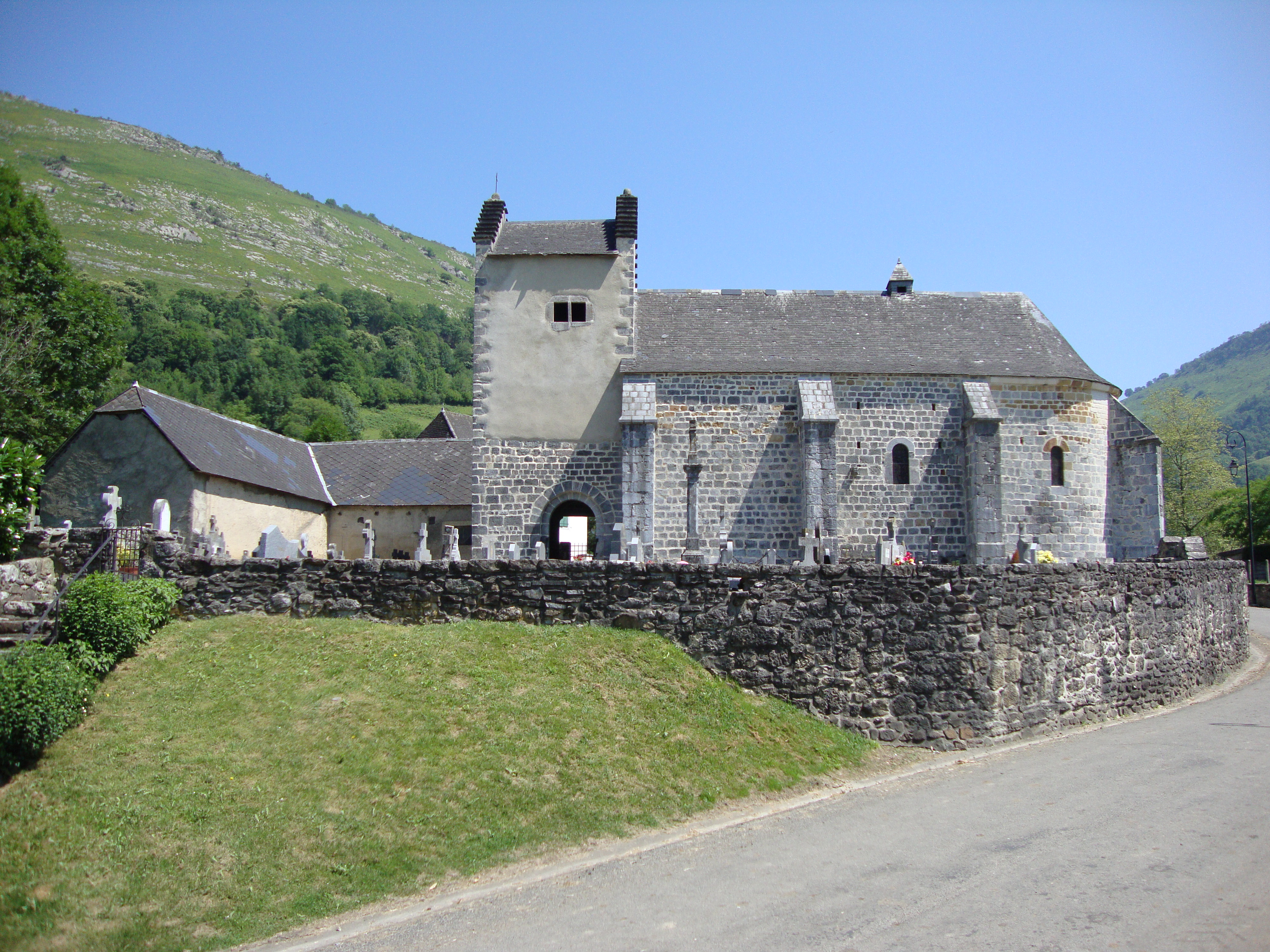
Церковь Св. Иоанна Крестителя
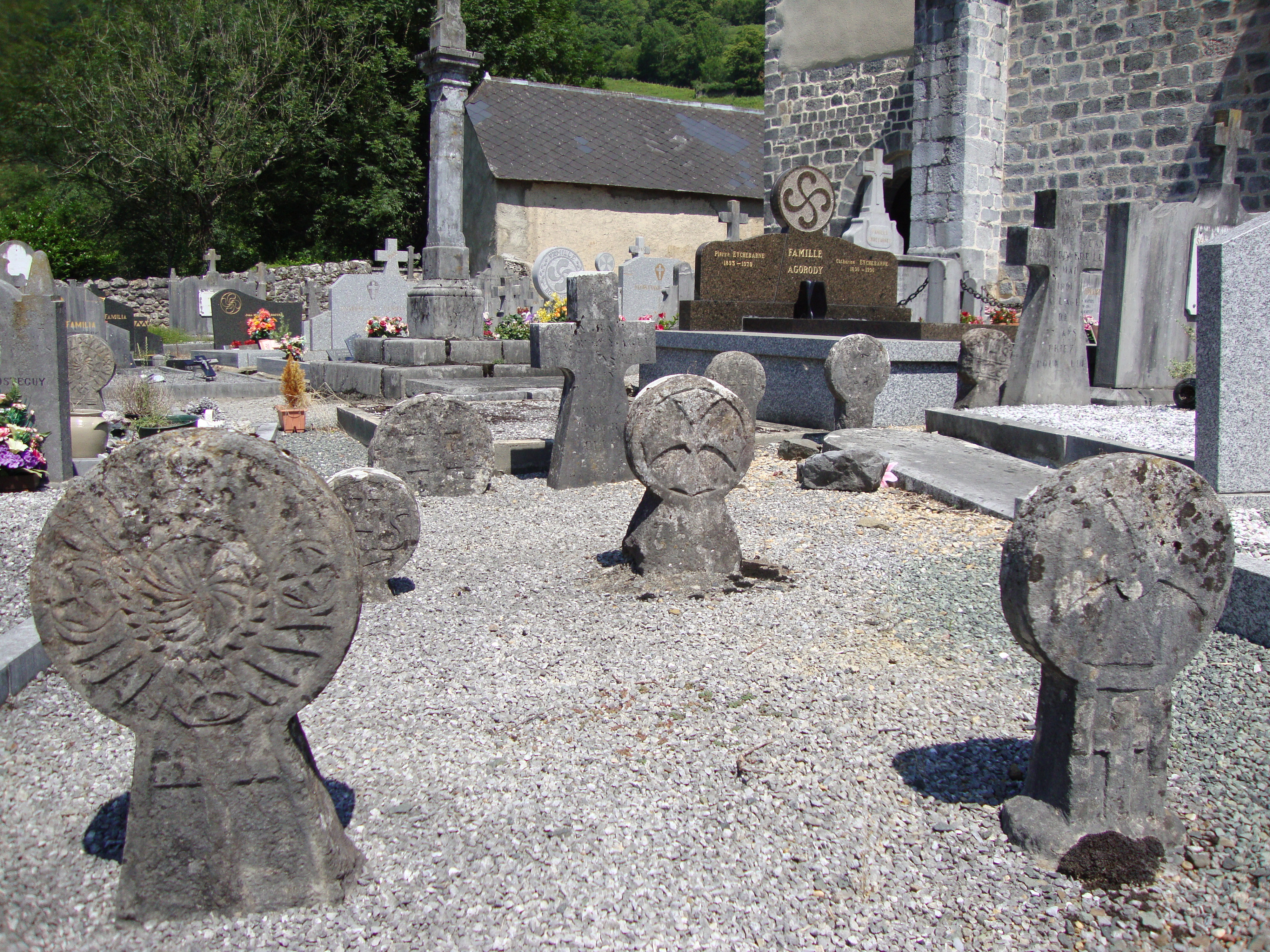
Кладбище
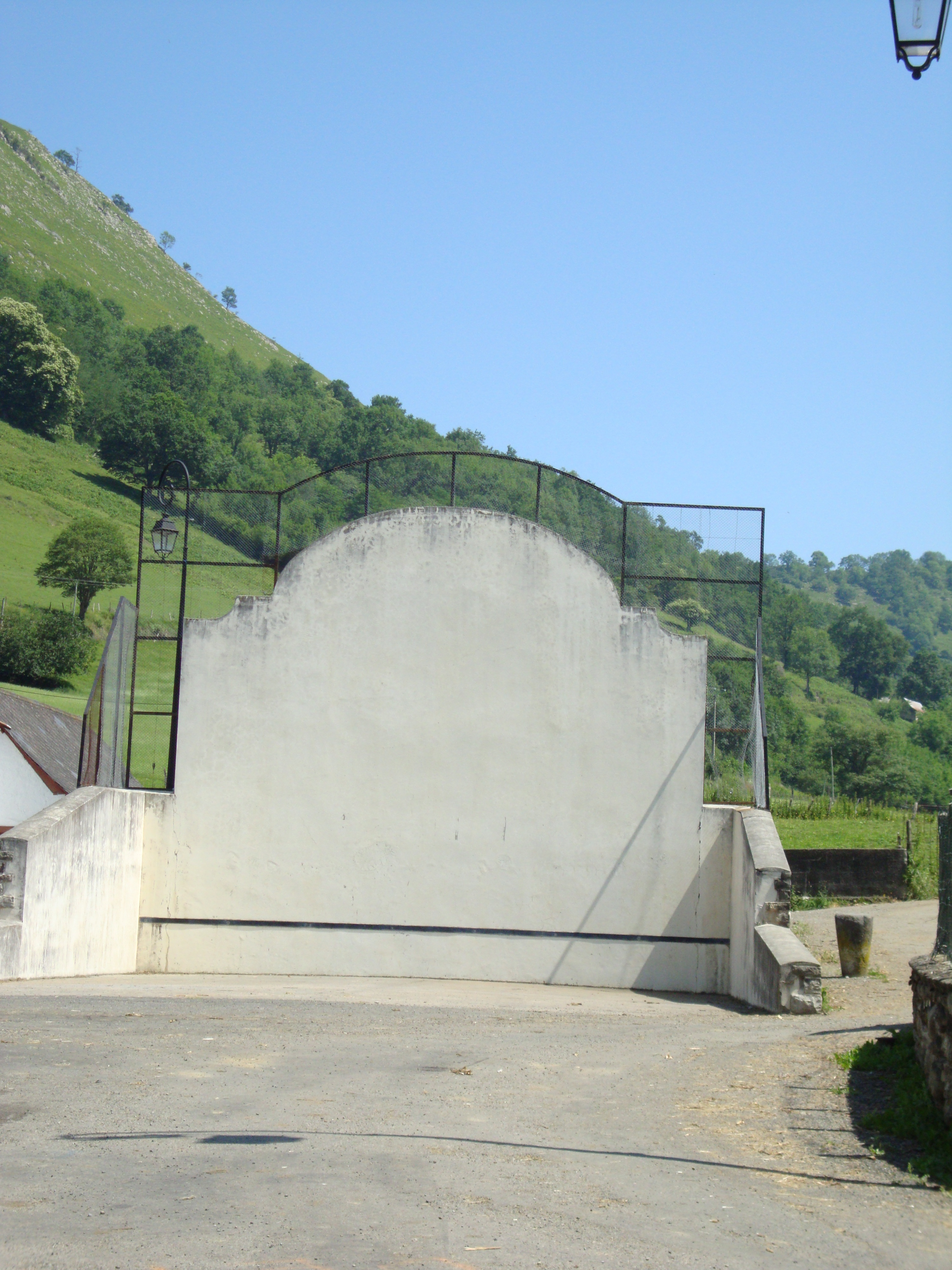
Фронтон (площадка для игры в пелоту)
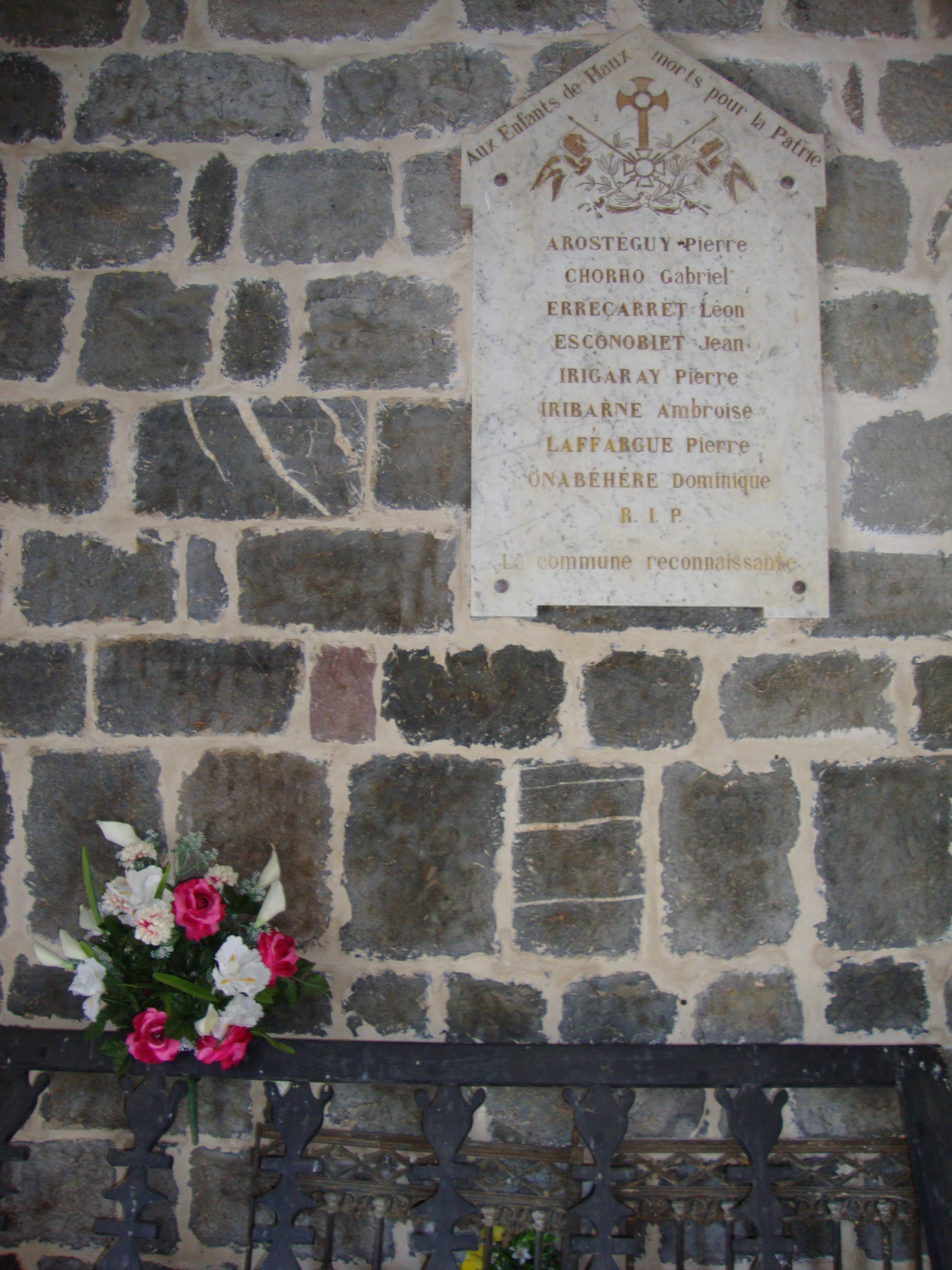
Военный мемориал
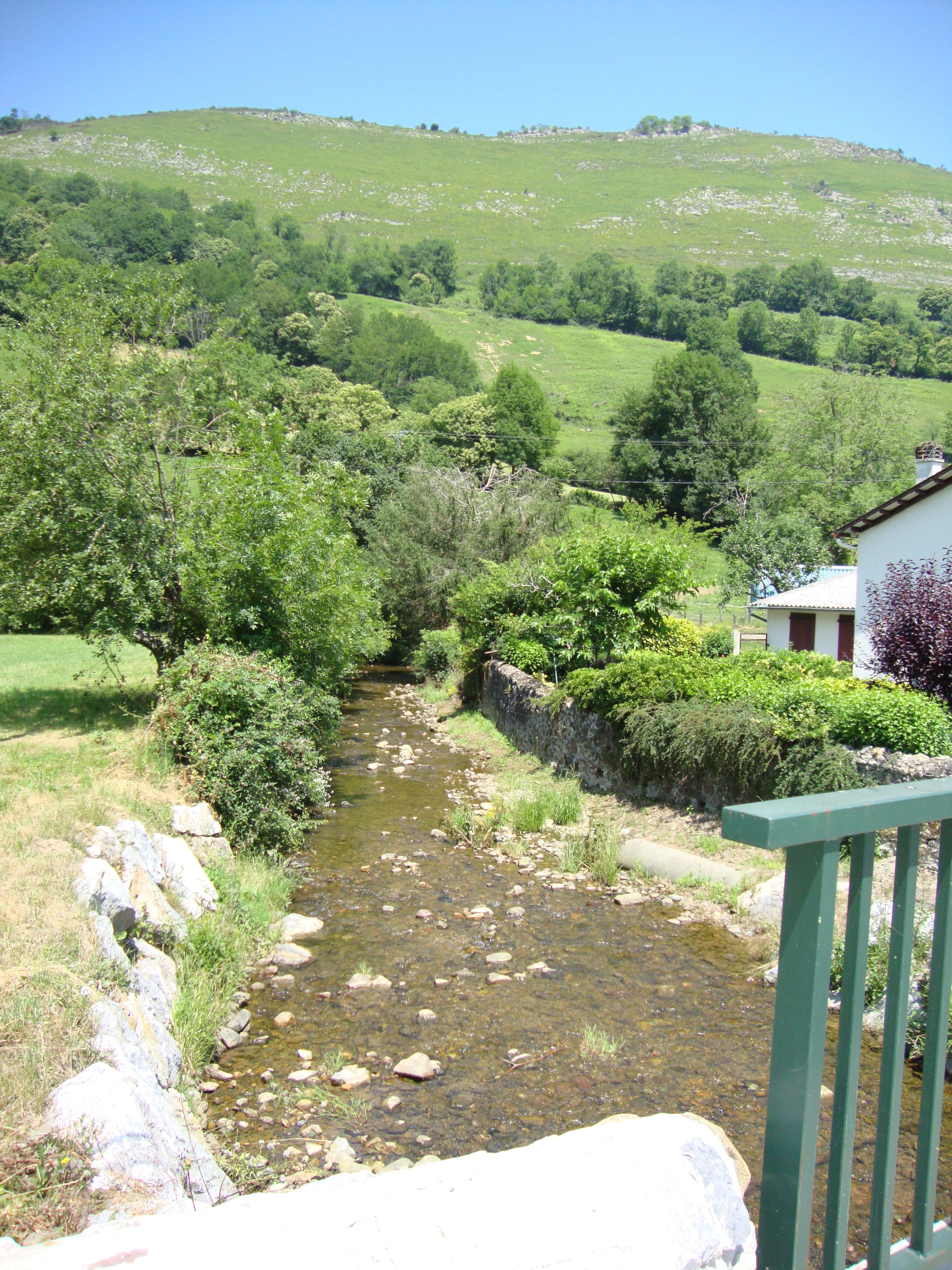
Река Аппаниш